# Passo Khunjerab
Il passo Khunjerab (in cinese 红其拉甫口岸 hóngqílāfǔ kǒu'àn e in urdu خنجراب پاس) è un passo montano che collega i distretti di Gilgit–Baltistan e Nagar, al confine settentrionale del Pakistan, con la provincia autonoma del Xinjiang, al confine sudoccidentale della Cina.

## Etimologia
Il nome deriva da due parole della lingua wakhi, khun che significa "sangue" e jerab che indica un piccolo corso d'acqua. Si riferisce quindi un ruscello di (color) sangue.

## Geografia
Raggiunge i 4.693 m (15,397 ft) s.l.m., grazie ai quali è il più alto punto di confine asfaltato al mondo. Questo segmento della strada, che è stato completato nel 1982, è anche il punto più alto della strada del Karakorum.
Il passo, che si trova su un vasto altopiano, è spesso innevato in inverno tanto da essere chiuso al traffico pesante dal 30 novembre al 1º maggio, e anche al traffico leggero dal 30 dicembre al 1º aprile.
Il lato cinese è caratterizzato da ricchi pascoli popolati da mandrie di yak addomesticati e di dzo (un incrocio tra yak e mucche). Sul lato pakistano la strada attraversa per 50 km il parco nazionale del Khunjerab prima di giungere al posto di controllo di Dih. Di qui occorre percorrere altri 35 km per raggiungere il posto di dogana e di immigrazione di Sust.
Nel marzo 2006 i due governi hanno annunciato l'istituzione, a partire dal 1º giugno 2006, di un servizio di bus quotidiano tra Gilgit in Pakistan e Kashghar in Cina, oltre a lavori di allargamento ed adeguamento della strada su un tratto di 600 km.

## Progetto per un collegamento ferroviario
Nel 2007 fu dato l'avvio allo studio progettuale per valutare la possibilità di costruire un collegamento ferroviario tra Cina e Pakistan attraverso il passo Khunjerab. Lo studio di fattibilità iniziò nel novembre 2009 e prevedeva di collegare Havelian in Pakistan, a 750 km di distanza dal passo, con Kashgar nella provincia autonoma cinese del Xinjiang, a 350 km di distanza. Non si sono però fatti passi avanti nella progettazione e attualmente il collegamento ferroviario non è più in programma.

## Galleria d'immagini

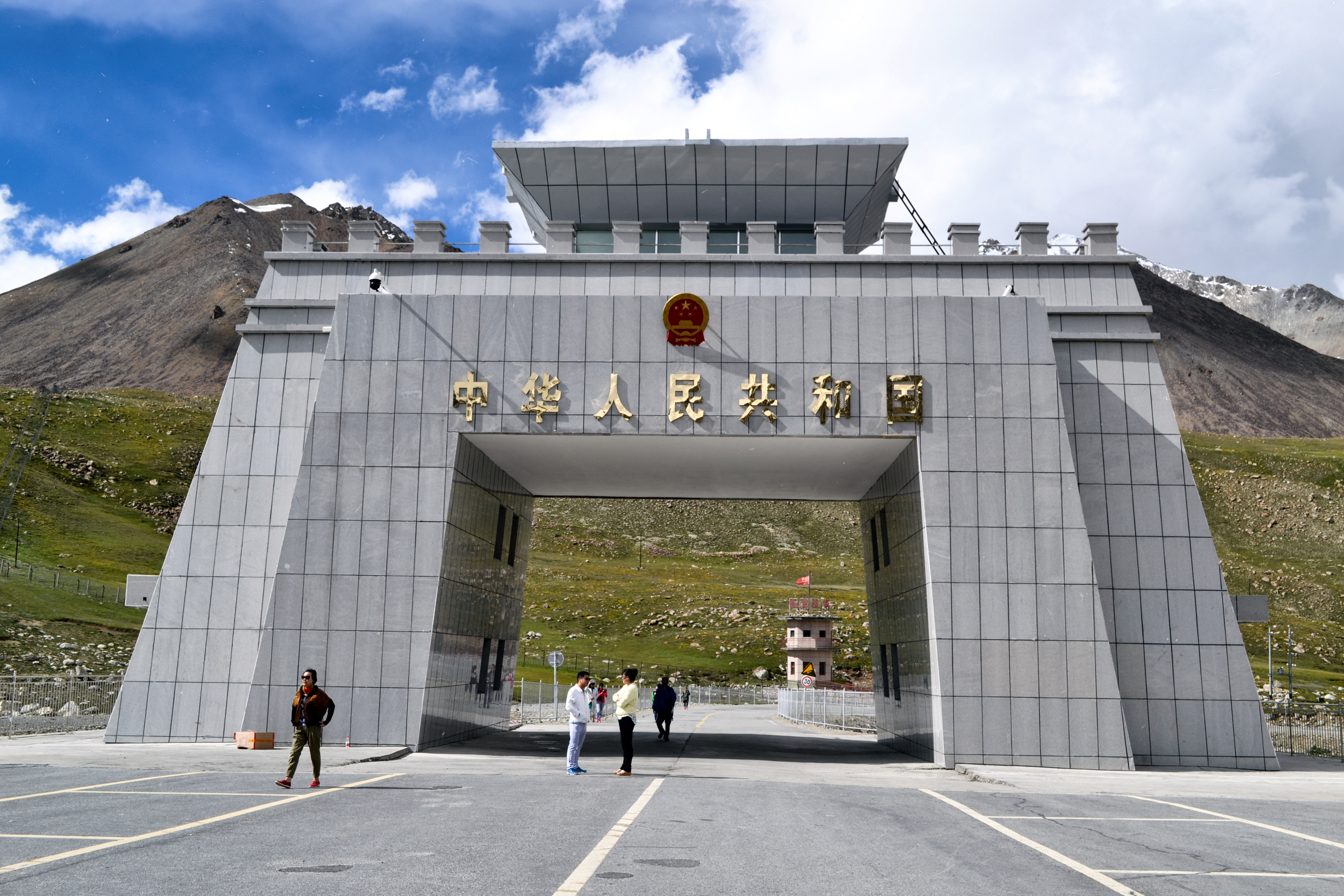
Il valico di frontiera tra Cina e Pakistan
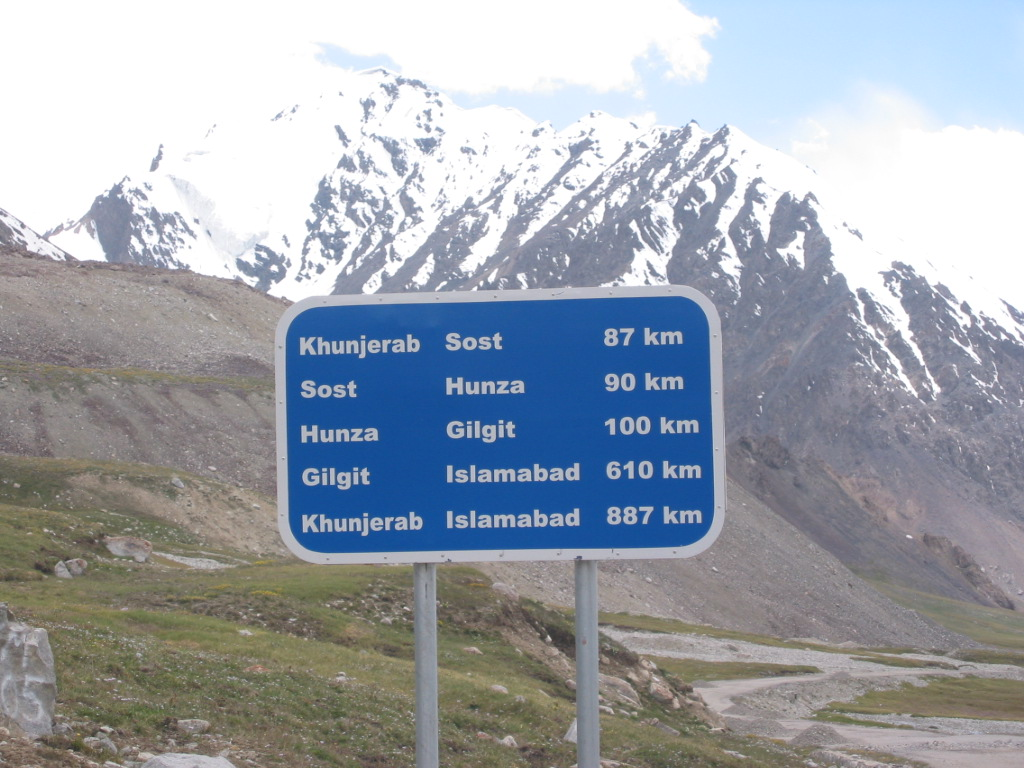
Segnale stradale con le distanze del percorso
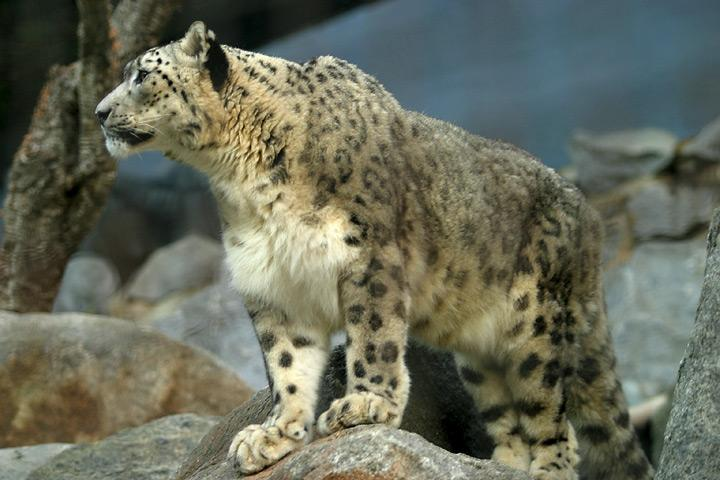
Leopardo delle nevi, una specie a rischio di estinzione presente nel parco nazionale del Khunjerab
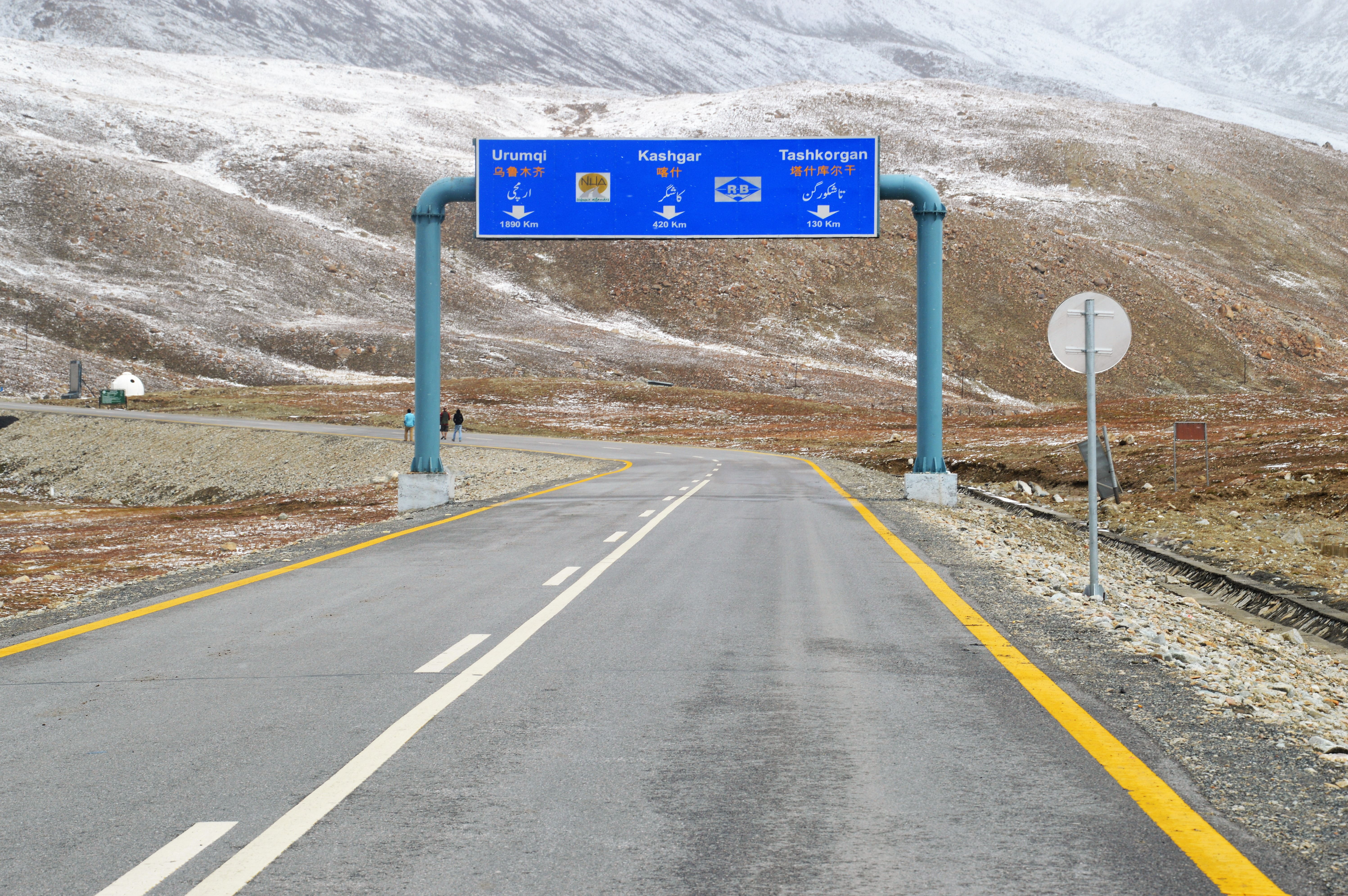
La strada del Karakorum in direzione del passo Khunjerab
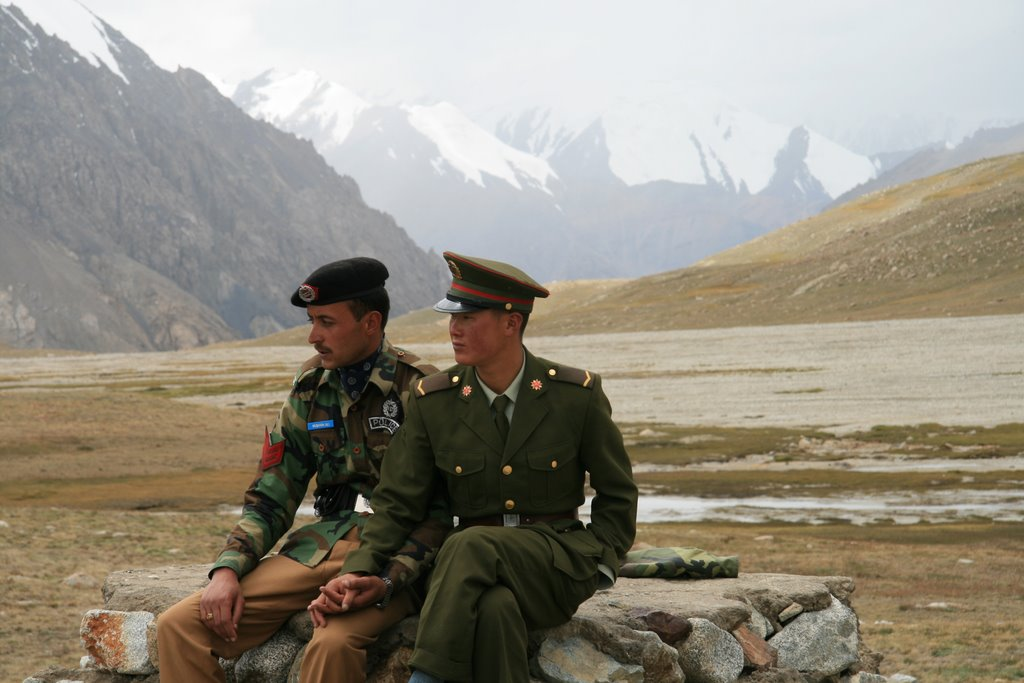
Soldati cinesi e pakistani al Passo Khunjerab
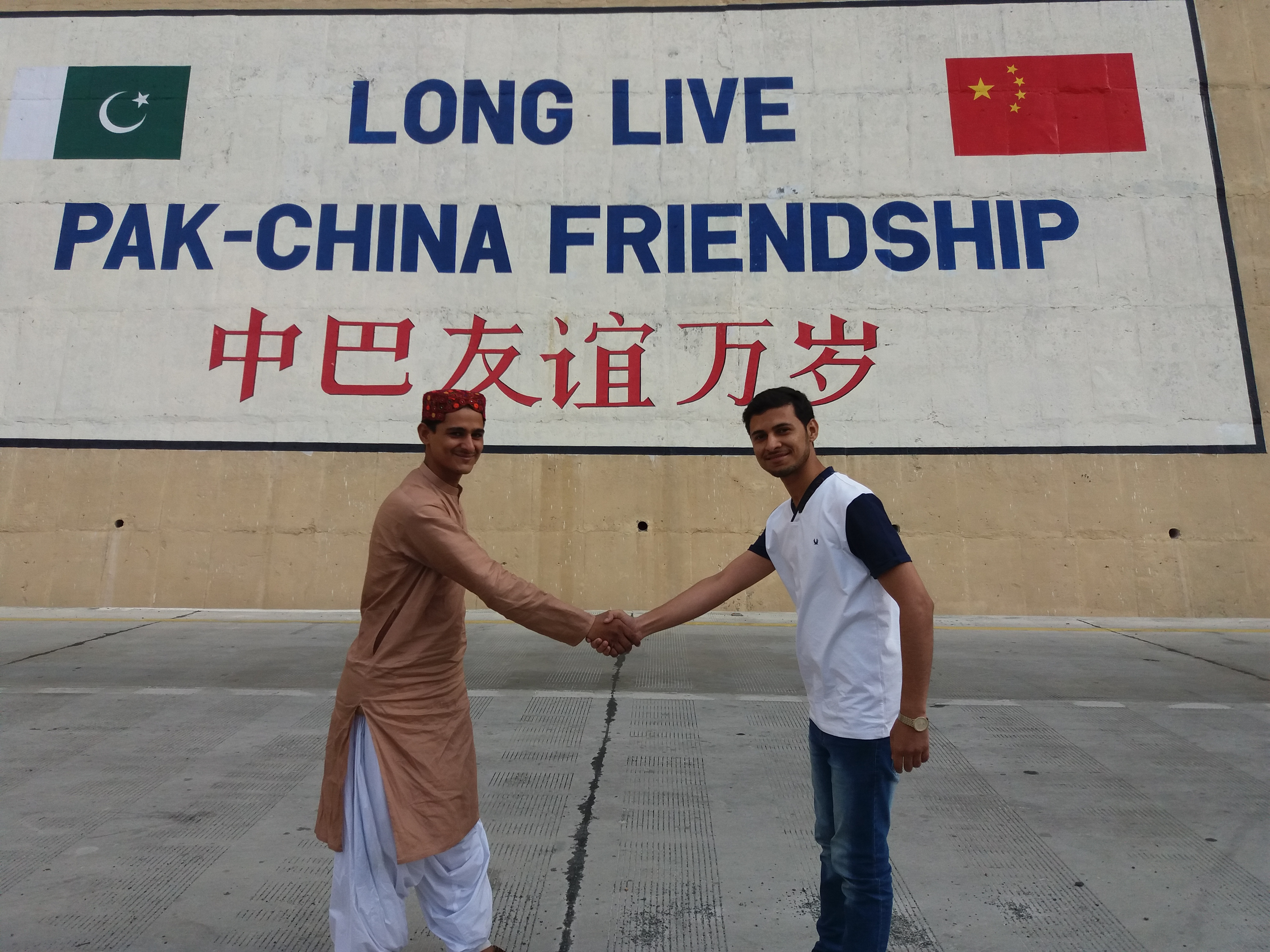
Monumento all'amicizia tra Cina e Pakistan, posto al confine tra i due paesi